# 皇家广场 (布鲁塞尔)

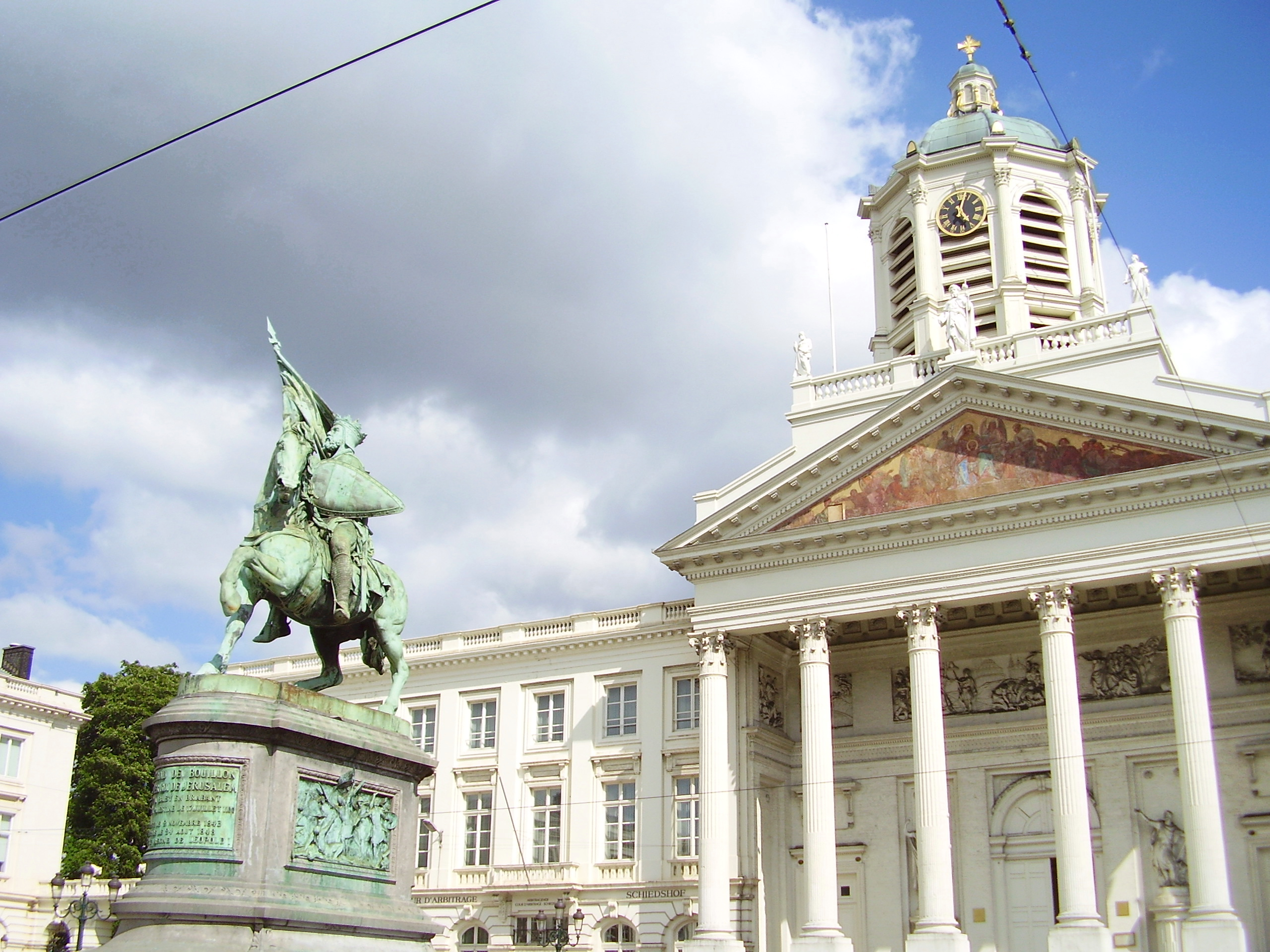
La place Royale

50°50′32″N 4°21′34″E / 50.84222°N 4.35944°E
皇家广场（法語：Place Royale）是位于比利时布鲁塞尔考登山（Coudenberg）的著名广场。该广场原址为库登山，7个世纪以来，该处先后建有城堡，考登山古代宫殿，布拉班特公爵城堡等。它是俯瞰塞讷河的最高的山之一。
该广场中央建有第一次十字军东征领袖布永的戈弗雷（Godfrey of Bouillon）的铜像。广场周边有9座新古典主义建筑。它们分别是东侧的考登山圣雅各伯教堂（其后侧为布鲁塞尔王宫），西南侧的比利时皇家美术博物馆（包括古代艺术博物馆和现代艺术博物馆）（其后侧是洛林的查理宫），西北侧同样风格的建筑（其后侧是乐器博物馆，其址原为新艺术运动风格的老英格兰百货商店（Old England）），东北侧的贝尔维博物馆（BELvue Museum）等。